# Natura 2000-område nr. 20 Havet omkring Nordre Rønner
Natura 2000-område nr. 20 Havet omkring Nordre Rønner er en naturplan under det fælleseuropæiske Natura 2000-projekt. Planområdet havet omkring Nordre Rønner ligger 8 km nord for Vesterø Havn på Læsø og har et samlet areal på 18.535 hektar. Det er udpeget som EU-habitatområde, og de centrale dele omkring Nordre Rønner er også fuglebeskyttelsesområde, Ramsarområde. Nordre Rønner er en række små stenrige holme, der stikker op af havet med det 18 meter høje
kampestensfyr med fyrmesterbolig på Spirholm som det mest markante; Spirholm, Store Stenholm, Lille Stenholm, og Langholm har et areal på ca. 10 ha. De er sammen med stenrevet Borfeld den del af revet, der når over vandet. Stenrevet er omgivet af sandbund og ligger for enden af det 8 km lange sandrev mellem Læsø og Nordre Rønner, som hedder Flaget. I områdets nordlige del ligger i ca. 15 meters vanddybde et stort sammenhængende område med undersøiske formationer forårsaget af udstrømmende gas, som kaldes ”boblerev”. Det er den største kendte udbredelse af denne naturtype,
og den udgør 44% af det samlede areal af planområdet. Boblerev er et ansvarsområde
,
da den danske forekomst udgør mere end 20 % af det samlede
areal på biogeografisk niveau.
Revet Per Nilen, ligger i områdets østlige del på ca. 6 – 11 meters
vanddybde og har en høj artsdiversitet; det indgår i det nationale overvågningsprogram.
Omkring en tredjedel af bestanden af Spættet sæl i Kattegat holder til omkring Læsø. Nogle i Natura 2000 område nr. 9 syd for Læsø og dels i området omkring Nordre Rønner, især ved Borfeld Rev.
Natura 2000-planen er vedtaget i 2011, hvorefter kommunalbestyrelserne
og Naturstyrelsen skal udarbejde bindende handleplaner, som skal sikre
gennemførelsen af planen. Planen videreføres og videreudvikles i de senere planperioder.
Natura 2000-planen er koordineret med vandplan 1.1 Nordlige Kattegat, Skagerrak.